# Transandalus
La TransAndalus es una ruta de cicloturismo de montaña que recorre Andalucía a lo largo de más de 2000 kilómetros de forma perimetral a través de sus ocho provincias. Surge de la iniciativa de un grupo de personas que, a través de Internet y también mediante contactos presenciales, han coordinado la elaboración del recorrido uniendo las rutas en forma colaborativa. Los recorridos están documentados a través de su sitio web, donde pueden encontrarse rutómetros detallados, ficheros GPS e información sobre alojamientos y otros aspectos de interés. Además se dispone de una herramienta denominada "etapómetro" para facilitar la planificación del recorrido.

## Historia
Parte de una idea original de dos ciclistas onubenses allá por el año 2000. Tras unos primeros intentos que no llegaron a fructificar se retoma en 2005 dando lugar a la asociación sin ánimo de lucro TransAndalus, constituida en Antequera el 5 de junio de 2006, que es la impulsora de la ruta junto con la colaboración activa de los "transandaluseros", denominación que reciben quienes la recorren.
Con el tiempo, la TransAndalus ha conseguido ser un ejemplo para iniciativas similares en otros territorios de la península como Murcia (Transmurciana), Madrid (M500) y Cataluña (TransCatalunya) e incluso Portugal (TransBikeAlentejo).

## Recorrido
La ruta transcurre en su mayor parte por pistas forestales o caminos sin asfaltar, procurando minimizar los tramos de asfalto. Entre los objetivos de la ruta se encuentra la puesta en valor de las vías de comunicación tradicionales. La inmensa mayoría de sus tramos discurren por la Andalucía rural lo que supone una oportunidad para transitar por vías pecuarias, senderos y pistas tradicionales, que mediante su uso pueden pervivir en el tiempo.
La ruta presenta una dificultad física media-alta que varía en función del estado de los caminos. Cuenta con la ventaja de la climatología, bastante adecuada para la práctica del ciclismo a excepción del calor riguroso del verano o del invierno (la ruta se acerca en algunos tramos a los 2.000 metros de altitud).
Cada provincia se recorre mediante una serie de tramos que están documentados en el sitio web de TransAndalus tanto con rutómetros como para GPS.
En su recorrido va buscando los espacios naturales de los Sistemas Béticos y Sierra Morena, entre los que destacan: El cabo de Gata, las sierras de Cazorla y Segura, Doñana o Sierra Nevada (España).

### Otras rutas similares en España
- El Camino de Santiago
- La ruta del Cid
- La ruta traspirenáica

- Datos: Q6151617